# Galium oshtenicum
Galium oshtenicum är en måreväxtart som beskrevs av Friedrich Ehrendorfer, Schanzer och A.D. Mikheev. Galium oshtenicum ingår i släktet måror, och familjen måreväxter. Inga underarter finns listade i Catalogue of Life.